# Miguel Hidalgo Dos, Guanajuato
Miguel Hidalgo Dos är en ort i Mexiko.   Den ligger i kommunen León och delstaten Guanajuato, i den centrala delen av landet, 300 km nordväst om huvudstaden Mexico City. Miguel Hidalgo Dos ligger 1 765 meter över havet och antalet invånare är 150.
Terrängen runt Miguel Hidalgo Dos är en högslätt. Runt Miguel Hidalgo Dos är det ganska tätbefolkat, med 124 invånare per kvadratkilometer. Närmaste större samhälle är Romita, 15,9 km öster om Miguel Hidalgo Dos. I omgivningarna runt Miguel Hidalgo Dos växer huvudsakligen savannskog.